# Döllstedt
Döllstedt is een  dorp in de Duitse gemeente Stadtilm in het Ilm-Kreis in Thüringen. Het dorp wordt voor het eerst vermeld in een oorkonde uit 1210.

## Geschiedenis
In 1974 werd het dorp toegevoegd aan de gemeente Nahwinden, die in 1996 opging in de gemeente Ilmtal, die op 6 juli 2018 opging in de gemeente Stadtilm.